# Châtillon (Adelsgeschlecht)

Die Überreste der mittelalterlichen Burg von Châtillon-sur-Marne

Das Haus Châtillon war eines der langlebigsten Adelshäuser in Frankreich, das vom 11. bis in das 19. Jahrhundert existierte. Der namensgebende Stammsitz war Châtillon-sur-Marne, etwa 25 km südwestlich von Reims. Ursprünglich dem Stand der Burgherren der Champagne angehörend, erlangte die Familie während des Mittelalters eine herausragende Prominenz, die mehrere Schlachtenteilnehmer, Kreuzritter, Offiziere des Königs und Fürsten hervorbrachte. Dagegen nahm ihre Bedeutung in der Neuzeit ab; erst die letzten zwei Vertreter des Hauses wurden in den Stand der Pairs von Frankreich erhoben. Die letzte Angehörige dieser Familie starb 1840.

## Ursprünge
Das Bild von den genealogischen Ursprüngen des Hauses Châtillon wurde bis ins 20. Jahrhundert hinein geprägt durch eine weitgehend unkritische Wiedergabe der genealogischen Forschung zu dieser Familie des Historikers André Duchesne († 1640) aus dem 17. Jahrhundert geprägt worden. Dieser konstruierte einen bis in das frühe 11. Jahrhundert reichenden Stammbaum, als dessen Stammvater ein „Miles Seigneur de Chastillon & de Basoches“ genannt wird, der wiederum ein Bruder des Erzbischofs Guido von Reims (1033–1055) gewesen sei. Duchesne belegte seine Behauptungen nicht durch Primärquellen und die Richtigkeit des Stammbaums kann zumindest in Teilen eindeutig bezweifelt werden. Ein erster offensichtlicher Fehler ist die Behauptung, der in Châtillon-sur-Marne geborene Papst Urban II. (siehe Haus Lagery) sei ein Sohn des ominösen Stammvaters Miles gewesen. Dies wurde mehr als ein Jahrhundert später widerlegt. Ein klares genealogisches Bild der ersten Generationen des Hauses Châtillon lässt sich anhand der bis heute überlieferten Dokumente nicht zeichnen.
Die ältesten schriftlichen Erwähnungen zu einer „Burg über der Marne“ und ihres ersten Herrn stammen aus den Annalen und der Kirchengeschichte des Flodoard von Reims aus dem 10. Jahrhundert. Erzbischof Herive von Reims (franz.: Hervé; † 922) war im Machtkampf um die Herrschaft im Westfrankenreich zwischen den Karolingern und Robertinern ein Parteigänger des Karolingers Karl III. des Einfältigen. In seiner Amtszeit in Reims veräußerte er der Kirche gehörende Landgüter an seinen Bruder Odo und ihren Neffen Herive, welcher über der Marne eine Burg errichtete (castrum…super fluvium Maternam). Nach dem Tod des Onkels verweigerte Herive der Jüngere die geforderte Restitution dieser Güter in den Kirchenbesitz, worauf er von Erzbischof Artold mit dem Kirchenbann belegt wurde. Von seiner Burg aus befehdete Herive in diesen Jahren die Kirche von Reims, deren Güter er überfiel und plünderte. 940 wurde seine Burg vom Erzbischof im Verbund mit König Ludwig IV. angegriffen und zerstört, doch konnte Herive seine Raubzüge fortsetzen. Erst im Jahr 947 wurde er vom erzbischöflichen Vasallen Graf Ragenold und dessen Bruder Dodon zum Kampf gestellt und getötet.
Ob der Fehdemann Herive ein früher Ahn des Hauses Châtillon ist und ob seine „Burg über der Marne“ am selben Ort wie das heute bekannte Châtillon-sur-Marne stand, kann nicht mehr mit Sicherheit bestimmt werden. Das älteste bekannte Schriftzeugnis zu einem „von Châtillon“, welches auch von Duchesne zitiert wurde, ist erst über ein Jahrhundert nach ihm verfasst wurden. Die Bestätigungsurkunde König Philipps I. aus dem Jahr 1076 zur Gründung der Abtei Saint-Jean-des-Vignes bei Soissons ist unter anderem von einem Guido von Châtillon (Wido de Castellonio) bezeugt worden. Zu Lebzeiten jenes Guidos ist Papst Urban II. († 1099) in der „Burg über der Marne“ geboren worden (natus de Castellione super Maternam), was die Historiker späterer Zeiten dazu verleitete, in ihm ein Mitglied der Burgherrenfamilie zu erkennen. Nach Guido I. von Châtillon treten dann in zwei Urkunden, von denen eine in das Jahr 1103 datiert, ein Walter von Châtillon (Walcherus de Castellione), Guermond von Châtillon (Guarmundus de Castellione) und Jakob von Châtillon (Iacobi de Castellione) auf, die vielleicht Söhne Guidos I. waren. Von Guermond stammten die Herren von Savigny ab, während sich über Walter die Herren von Châtillon fortgesetzt haben dürften.
1117 erscheint erstmals Heinrich von Châtillon in den Urkunden, der sich 1127 auch Herr von Montjay (Montjay-la-Tour in Villevaudé, Dépt. Seine-et-Marne) nennt. In einer Urkunde des Erzbischofs von Reims aus dem Jahr 1130 wird er schließlich als Ehemann der Ermengarde und mit ihrem Sohn Walter II. von Châtillon genannt, womit dies die erste urkundlich verbürgte Filiation des Hauses Châtillon darstellt. Von da an ist die weitere Stammlinie des Hauses durch überlieferte Urkunden und erzählende Chroniken lückenlos nachzuverfolgen.

## Bedeutung

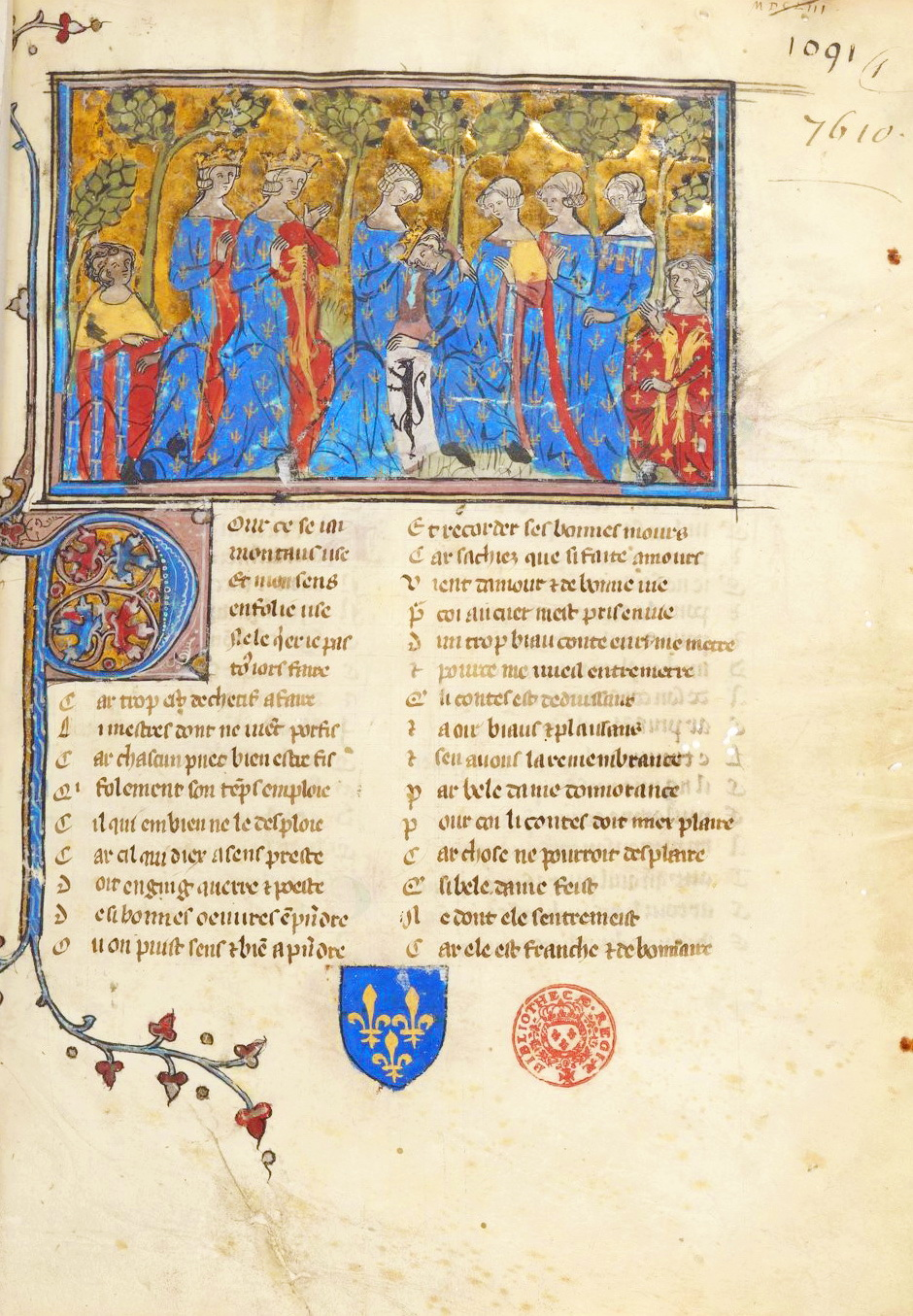
Dedikationsblatt des Meliacin ou le Cheval de fust, Frankreich um 1285. Links außen: Walter V. von Châtillon; sechste von links: Johanna von Châtillon, Gräfin von Blois.

Der Aufstieg zu den führenden Geschlechtern Frankreich begann durch die Ehe Guidos II. von Châtillon mit einer Nichte König Ludwigs VII. († 1180), durch welche die Châtillons die Sphären des königsnahen Adels erreichten. In den folgenden Generationen konnten sie dank vorteilhafter Erbheiraten die Kreise des nachgeordneten Burgadels der Champagne verlassen und in den hohen Feudaladel Frankreichs aufrücken. Verschiedene Familienzweige sind so in den Besitz bedeutender Lehen gekommen, die sie zu unmittelbaren Vasallen der Krone machten. Dies waren:
- Grafschaft Saint-Pol (1205–1360)
- Grafschaft Blois (1231–1391)
- Grafschaft Chartres (1269–1286)
- Grafschaft Porcéan (1303–1395)
- Grafschaft Soissons (1350–1391) mit Beaumont und Chimay
- Vizegrafschaft Limoges (1384–1481)
- Grafschaft Penthièvre (1384–1485)

Während des bretonischen Erbfolgekrieges ist mit Karl von Blois ein Châtillon als Prätendent auf die Herrschaft über das Herzogtum Bretagne aufgetreten, doch ist er in der entscheidenden Schlacht von Auray 1364 gefallen.
Dagegen entsprach die Herrschaft der Familie in Châtillon-sur-Marne einer einfachen Burgherrschaft, die auf dem bloßen Besitz der von ihr erbauten Burg gründete. Die Kastellanei aber, also die Herrschaft über den Burgbezirk und den Ort selbst, lag in der Hand der Grafen der Champagne. Neben ihrer Bedeutung als Familienstammsitz hatte die Burg für die Châtillons kaum einen besonderen Stellenwert eingenommen, besonders im Vergleich zur Herrschaft von Crécy, die sie seit dem 12. Jahrhundert zur Gänze besaßen. Als die Familie im 13. Jahrhundert in den Besitz der Grafschaften von Saint-Pol und Blois gekommen war, ist es deshalb bei ihr üblich geworden, ihre vergleichsweise unbedeutende Burg Châtillon an den jeweils jüngsten Sohn weiterzureichen. Durch die Heirat der letzten Gräfin der Champagne, Johanna I., mit König Philipp IV. von Frankreich ist die Grafschaft Champagne und mit ihr die Kastellanei von Châtillon-sur-Marne in den Besitz der Krone übergegangen. Im Jahr 1290 vereinbarten König Philipp IV. und Walter V. von Châtillon ein Tauschgeschäft, wonach letzterer die Herrschaft Crécy an die Krone abtrat und dafür die Kastellanei für Châtillon-sur-Marne erhielt, also die vollumfängliche Herrschaft über Ort und Bezirk. Nur dreizehn Jahre darauf gab Walter V. diese in einem neuen Tauschgeschäft wieder auf und erstattete die Kastellanei für den Erhalt der Grafschaft Porcéan an die Krone zurück. So wieder auf den bloßen Burgbesitz beschränkt, mussten sich mit diesem wieder die jüngeren Söhne der Familie abfinden. Die Burg selbst wurde dabei als Wohnsitz aufgegeben, baulich nicht erweitert und dem Verfall ausgesetzt.
Das hohe Prestige des Namens Châtillon genierte sich nicht zuletzt aus der weithin bekannten ritterlichen Gesinnung seiner Angehörigen. In allen großen Schlachten des hohen Mittelalters, in welche die französische Ritterschaft gezogen war, ob bei Bouvines (1214), bei Taillebourg (1243), bei Westkapelle (1253), bei der mit den goldenen Sporen (1302), bei Crécy (1346), bei Roosebeke (1382), oder bei Azincourt (1415) war immer mindestens ein Châtillon mit dabei. Ebenso konnte kaum eine andere Familie auf ein nur annähernd hohes Engagement mit entsprechendem Blutzoll in den Kreuzzügen verweisen. Schon Walter I. von Châtillon ist auf dem Kreuzzug von 1101 gestorben. Seinem Beispiel folgend haben sich fast alle Generationen nach ihm zu allen folgenden „bewaffneten Pilgerfahrten“ in das Heilige Land begeben. Zur historischen Wahrheit gehört dazu, dass der berühmteste in jenem Kontext überhaupt auftretende Châtillon gar kein Familienmitglied war. Der 1187 von Sultan Saladin bei den Hörnern von Hattin enthauptete Rainald von Châtillon war ein Angehöriger des burgundischen Hauses von Semur-Donzy.

## Pair von Frankreich
Das Ende des Mittelalters war für das Haus Châtillon mit einem Bedeutungsverlust einhergegangen. Seine bedeutendsten Familienzweige waren im Mannesstamm erloschen, und die von ihnen gehaltenen Feudalterritorien gingen so verloren. Sogar die namensgebende Burg von Châtillon-sur-Marne ist durch einen Erbfall an eine andere Familie gefallen. Zu Beginn des 17. Jahrhunderts bestand nur noch ein Nebenzweig, der eine Reihe kleinerer Grundherrschaften sein Eigen nennen konnte und den niedrigen Titel des Ritters (franz.: chevalier) führte. Dem damals lebenden Gilles de Châtillon widmete André Duchesne sein 1621 vollendetes Werk über die Geschichte des Hauses Châtillon.
Erst etwa ein Jahrhundert später gelang der Familie der Aufstieg in der Ranghierarchie des Hofes von Versailles, wobei sich die Nähe der Familie zum Haushalt des Philippe de France, duc d’Orléans bezahlt machte. Alexis Henri de Châtillon soll einer der Liebhaber des „Monsieur“ gewesen sein. Sein Neffe Alexis Madeleine Rosalie de Châtillon († 1754) war in erster Ehe verheiratet mit einer Tochter des Kriegsministers und Kanzlers Daniel Voysin de La Noiraye. Als Offizier konnte er sich 1734 ganz der Familientradition folgend in der Schlacht bei Guastalla auszeichnen. Im Jahr darauf zum Gouverneur des Haushalts des Dauphin befördert, folgte schon im März 1736 seine Aufnahme unter die Pairs von Frankreich. Dazu wurde ihm die Baronie Mauléon im Poitou übertragen und mit dem erblichen Titel eines Herzogs von Châtillon (franz.: duc de Châtillon) versehen. Schon mit dem zweiten Herzog von Châtillon ist noch vor der Revolution der letzte Nachkomme in agnatischer Linie des Burgherrn Guido I. von Châtillon gestorben, dessen zwei Töchter so zu den letzten Angehörigen des Hauses Châtillon wurden.
In den Niederlanden wurden von den Familien Châtillon, neben den Blois van Treslong, auch die Familie de Cocq, genannt van Haeften, in den Niederlanden ansässig.

## Großoffiziere von Frankreich
- Gaucher V. de Châtillon (1249–1329), Seigneur de Châtillon, Connétable de France (1302–1329)
- Jean I. de Châtillon (1283–1363), Seigneur de Châtillon, Grand Maître de France (1350–1363)
- Hugues de Châtillon († 1389), seigneur de Dampierre, Grand maître des arbalétriers de France (1382–1386)
- Jacques de Châtillon (X 1415), Seigneur de Dampierre, Amiral de France (1408–1415)

## Wappen
Das Stammwappen des Hauses Châtillon ist erstmals auf einem Siegel Walters III. von Châtillon aus dem Jahr 1206 nachzuweisen. Seine Blasonierung (De gueules, à trois pals de vair, au chef d'or) wurde von allen Linien der Familie beibehalten und lediglich durch heraldische Symbole in seinem goldenen Schildhaupt individuell ergänzt. Die farbliche Gestaltung des Wappens ist vom Dedikationsbild des um 1285 von Girart d’Amiens geschriebenen Meliacin ou le Cheval de fust bekannt, auf dem unter anderem Walter V. von Châtillon abgebildet ist.

Stammwappen

Das Stammwappen wurde im Mittelalter von der Linie der Grafen von Blois weitergeführt, während jene der Grafen von Saint-Pol es mit einem Turnierkragen ergänzten. Die Linie der Grafen von Porcéan führten beginnend mit Walter V. von Châtillon, Connétable von Frankreich, eine Merlette heraldisch rechts im Band, später verwarfen sie dieses Motiv zugunsten eines Leoparden. Die von der Linie Porcéan abzweigende Linie der Herren von Dampierre erweiterte ihr Wappen mit zwei Leoparden.

Châtillon-Saint-Pol
Châtillon-Porcéan
Châtillon-Porcéan
Châtillon-Dampierre

Die ebenfalls vom Connétable abstammende Linie der Herren von Châtillon kennzeichnete ihr Wappenband mit drei Merlettes. Für ihr Kommunalwappen reduzierte die Gemeinde Châtillon-sur-Marne die Anzahl wieder auf eine, wobei diese in die Schildhauptscharte gesetzt wurde.

Commune Châtillon-sur-Marne

- Commune
Châtillon-sur-Marne

## Stammliste (Auszug)

### Die Vorfahren der Châtillon nach André Duchesne
1. NN de Châtillon, Vidame de Reims
  1. Gervais, Vidame de Reims
    1. Manassès le Chauve, Vidame de Reims 1053/55
      1. Erlaud, Vidame de Reims 1070/1115
      2. Manassès, † 1115, 1095 Erzbischof von Reims
      3. Adèle (Alix) ⚭ Hilduin II. Graf von Roucy 1059

    2. Tochter ⚭ Roger Graf von Porcéan 1053

  2. Milon, Herr von Châtillon und Bazoches
    1. Guy I., Herr von Châtillon 1076
    2. Eudes, † 28. Juli 1099, Kardinalbischof von Ostia, 1088 Papst Urban II.

  3. Guy, † 1055, 1032 Erzbischof von Reims

### Bis zur Mitte des 13. Jahrhunderts
1. Guy I., 1076 genannt, Herr von Châtillon
  1. Gaucher I., X 1101, Herr von Châtillon
    1. Henri, † ~1127/30, Herr von Châtillon und Montjay-la-Tour; ⚭ Ermengarde
      1. Gaucher II., Herr von Châtillon, Troissy, Montjay und Crécy, † 19. Juni 1148
        1. Guy II., † 1170/1172, Herr von Châtillon, Toussy, Montjay und Crécy; ⚭ Alix de Dreux, Tochter von Robert I. der Große, Graf von Dreux (Haus Frankreich-Dreux)
          1. Guy III., † 1191 bei der Belagerung von Akkon, Herr von Montjay
          2. Gaucher III., † 1219, Graf von Saint-Pol, Herr von Châtillon, Montjay, Crécy und Pierrefonds, Seneschall von Burgund; ⚭ Elisabeth, † 1240, Gräfin von Saint-Pol, Tochter von Graf Hugues IV.
            1. Guy IV., 1219 als Guy I. Graf von Saint-Pol, Herr von Montjay, Broigny etc., † August 1226; ⚭ Agnès de Donzy, Gräfin von Nevers, Tochter von Hervé IV. de Donzy und Mathilde von Courtenay, Herrin von Saint-Aignan, Donzy etc. (Haus Semur)
              1. Gaucher, † 6. April 1250, Herr von Montjay, Broigny, Donzy, Saint-Aignan etc.; ⚭ (Ehevertrag von Dezember 1236) Johanna, † 1252, Gräfin von Boulogne, Tochter von Philipp Hurepel, Graf von Clermont-en-Beauvaisis und Boulogne (Kapetinger)
              2. Yolande, † 1254, Gräfin von Nevers, Auxerre und Tonnerre.⚭ (Ehevertrag vom 30. Mai 1228) Archambault IX. Herr von Bourbon, † 1249 auf Zypern.

            2. Hugues I., † 9. April 1248, Graf von Blois, 1240 als Hugues V. Graf von Saint-Pol, 1219 Herr von Châtillon, Troissy, Crécy, Ancre etc.; ⚭ I Agnes von Bar, † vor 1225, Tochter von Theobald I. Graf von Bar (Haus Scarponnois); ⚭ II 1225 Marie d’Avesnes, Gräfin von Blois, Erbtochter von Gauthier II. d’Avesnes und Marguerite, Gräfin von Blois (Haus Avesnes); ⚭ III Mathilde de Guînes, † 1262, Tochter von Arnoul II., Graf von Guînes (Haus Gent), und Béatrix de Bourbourg – Nachkommen siehe unten

          3. Robert, † 1215, 1210 Bischof von Laon
          4. Marie, ⚭ I Renaud I. Graf von Dammartin, getrennt (Haus Mello); ⚭ II Jean III. Graf von Vendôme, † 1217 (Haus Preuilly)
          5. Adèle, † nach 1216; ⚭ Guillaume de Garlande, Herr von Livry, † 1216

        2. Gaucher I., † 1188/90, Herr von Autrêches und Nanteuil-la-Fosse – Nachkommen † nach 1363

    2. Renaud, Herr von Toucy und Saint-Fargeau-en-Puisaye
      1. Itier I., Herr von Toucy 1147
        1. Itier II., Herr von Toucy 1194
          1. Itier III., Herr von Toucy, 1211/18

  2. Guérmont, Herr von Savigny, Vogt von Rumigny 1137
    1. Guérmond, Herr von Savigny, Vogt von Rumigny 1156/74
      1. Hadwide 1185 ⚭ Hugues II. Vidame de Châlon 1185/1231
      2. Alix 1186 ⚭ Henri châtelain de Vitry

  3. Jacques

### Die Grafen von Blois
1. Hugues I., † 9. April 1248, Graf von Blois, 1240 als Hugues V. Graf von Saint-Pol, 1219 Herr von Châtillon, Troissy, Crécy, Ancre etc.; ⚭ I Agnes von Bar, † vor 1225, Tochter von Theobald I. Graf von Bar; ⚭ II 1225 Marie d’Avesnes, Gräfin von Blois, Erbtochter von Gauthier II. d’Avesnes und Marguerite, Gräfin von Blois (Haus Avesnes); ⚭ III Mathilde de Guînes, † 1262, Tochter von Arnoul II., Graf von Guînes (Haus Gent), und Béatrix de Bourbourg – Vorfahren siehe oben
  1. Jean I., † 28. Juni 1279, 1249 Graf von Blois, Chartres und Dunois, Herr von Avesnes und Guise und Leuze; ⚭ (Ehevertrag am 11. Dezember 1254) Alix de Bretagne, * 6. Juni 1243, † 2. August 1288, Tochter von Johann I., Herzog von Bretagne (Haus Frankreich-Dreux)
    1. Jeanne, † 19. Januar 1292, Gräfin von Blois, Chartres, Dunois, Alençon und Le Perche, Herrin von Avesnes, Guise, Leuze, Condé, Landrecies, Trélon, Bohain, Braye und Pont-Arcy; ⚭ (Ehevertrag im Februar 1263) Pierre de France, Graf von Alençon, † 1283 (Kapetinger)

  2. Guy II., † 12. März 1289, 1249 Graf von Saint-Pol, Herr von Ancre, Aubigny etc.; ⚭ vor 1254 Mathilde von Brabant, † 29. September 1288, Tochter von Heinrich II., Herzog von Brabant, Witwe von Robert I., Graf von Artois
    1. Hugues II., † 1307, 1292 Graf von Blois und Dunois; ⚭ 1287 Beatrix von Flandern, † nach 1307 Tochter von Guy de Dampierre, Graf von Flandern (Haus Dampierre)
      1. Guy I., † August 1342, Graf von Blois und Dunois, Herr von Avesnes, Guise, Trélon etc.; ⚭ 6. Oktober 1310 Marguerite de Valois, * um 1295, †Juli 1342, Tochter von Charles I. Graf von Valois (Haus Valois) und Marguerite von Anjou-Sizilien (Haus Anjou)
        1. Louis I., Graf von Blois und Soissons, Herr von Avesnes, Guise, Chimay, Le Nouvion-en-Thiérache etc. X 26. August 1346 in der Schlacht bei Crécy; ⚭ 5./10. November 1336 Johanna von Hennegau, zu Chimay, * 1323, † Dezember 1350, Tochter von Jean d’Avesnes, Graf von Soissons und Marguerite de Nesle, Gräfin von Soissons
          1. Louis II., † 1372, Graf von Blois und Dunois, Herr von Avesnes, Landrecies, Trélon und Chimay etc.
          2. Jean II., † 1. Juni 1381, 1372 Graf von Blois und Dunois; ⚭ Mechtild, wohl 1371–1379 Herzogin von Geldern, † 21. September 1384, Tochter von Herzog Rainald II.
          3. Guy II., † 22. Dezember 1397, Graf von Soissons, 1381 Graf von Blois, Herr von Dargies, Beaumont, Tongre, Chimay, Trélon, Avesnes etc.; ⚭ Marie von Namur, † 1400, Tochter von Wilhelm I. der Reiche, Graf von Namur (Haus Dampierre)
            1. Louis III., † 15. Juli 1391, Graf von Dunois; ⚭ 29. März 1386 Marie de Berry, * 1370, † Juni 1434, Tochter von Jean de Valois, duc de Berry (Haus Valois)

        2. Charles, * 1319, X 29. September 1364, 1341 Herzog von Bretagne, Graf von Penthièvre und Goëllo, Vizegraf von Limoges; ⚭ (Ehevertrag 4. Juni 1337) Jeanne la Boiteuse Gräfin von Penthièvre und Goello, zu Avaugour, Mayenne etc., * 1319, † 10. September 1384, Tochter von Guy de Dreux, Graf von Penthièvre und Goello
          1. Johann I., † 16. Januar 1403, Graf von Penthièvre und Goello, Vizegraf von Limoges, Herr von Avaugour, Landrecies, Nouvion etc.; ⚭ 20. Januar 1387 Marguerite de Clisson, † 1441, Tochter von Olivier V. de Clisson, Graf von Porhoet, Connétable von Frankreich, und Béatrix de Laval
            1. Olivier, † 28. September 1433, Graf von Penthièvre, Vizegraf von Limoges, Herr von Avesnes, Landrecies etc.; ⚭ I 22. Juli 1406 Isabella von Burgund, † 18. September 1412, Tochter von Johann Ohnefurcht, Herzog von Burgund ((Haus Burgund))
            2. Jean II., † 1454, Graf von Penthièvre und Périgord, Vizegraf von Limoges, Herr von Avesnes, Landrecies etc.
            3. Charles, † 1434, Baron d’Avaugour, Herr von Reynal, Thors etc.
              1. Nicole, † nach 19. Dezember 1479, 1454 Gräfin von Penthièvre, zu Reynal, Thors, Essars etc.; ⚭ (Ehevertrag 18. Juni 1437) Jean II. de Brosse, † nach 19. Dezember 1479 (Haus Brosse)

            4. Guillaume, † 1455, Vizegraf von Limoges, Herr von Avesnes und Nouvion; ⚭ 1448 Isabeau de La Tour d’Auvergne, † 1472, Tochter von Bertrand V. de La Tour, Graf von Boulogne und Auvergne
              1. Françoise, † nach 1488, Vizegräfin von Limoges, zu Avesnes und Nouvion; ⚭ Alain d’Albret (Haus Albret)

            5. Jeanne, † 1459; ⚭ I Robert de Dinant, Baron de Châteaubriand; ⚭ II Jean de Harpedane, Seigneur de Belleville

          2. Marguerite, † 1353, ⚭ Charles de la Cerda, † 8. Januar 1354, Graf von Angoulême, Connétable von Frankreich
          3. Marie, † 12. November 1404, ⚭ 9. Juli 1360 Louis I., Herzog von Anjou, † 22. September 1384 (Jüngeres Haus Anjou)

        3. Marie, † 1363; ⚭ I (Dispens 30. Mai 1334) Rudolf Herzog von Lothringen, X 26. August 1346 in der Schlacht bei Crécy;

      2. Jean, † 1329, Herr von Château-Renault und Millançay

    2. Guy III., † 6. April 1317, Graf von Saint-Pol, Herr von Ancre, Luceu und Doullenger; ⚭ 22. Juli 1292 Marie de Bretagne, * 1268, † 5. März 1339, Tochter von Johann II., Herzog von Bretagne, (Haus Frankreich-Dreux)
      1. Jean, Graf von Saint-Pol, Herr von Bohain, Douellenger und Luceu, † vor 1344; ⚭ Dezember 1329 Jeanne de Fiennes, † nach 7. Juni 1353, Tochter von Jean de Fiennes und Isabella von Flandern
        1. Guy IV., † 1360, Graf von Saint-Pol, ⚭ (Ehevertrag 8. Dezember 1350) Jeanne de Luxembourg, Gräfin von Faucquemberghe, † 1392, Tochter von Johann I., Graf von Ligny (Haus Luxemburg)
        2. Mathilde (Mahaut), † nach 27. August 1372, 1360 Gräfin von Saint-Pol, ⚭ 1354 Guy de Luxembourg Graf von Ligny, Roussy und Saint-Pol, X 28. August 1371 (Haus Luxemburg)

      2. Jacques, Herr von Ancre 1348/1365
      3. Mahaut, † 3. Oktober 1358; ⚭ Juni 1308 Charles I., Graf von Valois, † 5. Dezember 1325 (Haus Valois)
      4. Marie, † 1377; ⚭ Aymer de Valence, 2. Earl of Pembroke

    3. Jacques, X 11. Juli 1302 in der Sporenschlacht, Herr von Leuze, Condé, Carency, Buquoy und Aubigny, Vogt von Hergnies, Gouverneur von Flandern; ⚭ Cathérine de Carency, Herrin von Buquoy, Duisant und Aubigny, Witwe von Renaud de Culant – Nachkommen † Mitte des 15. Jahrhunderts
      1. Hugues, † 1329, Herr von Leuze, Condé, Carency, Buquoy, Duisant und Aubigny,
        1. Jeanne, † 15. August 1371, zu Leuze, Condé, Carency, Duisant etc.; ⚭ 1341 Jacques I. de Bourbon, comte de La Marche, X 16. April 1361 (Bourbon)

      2. Béatrix, ⚭ 1315 Johann von Flandern, Herr von Nevele und Dendermonde, X 1325 (Haus Dampierre)

    4. Béatrix, † 1304; ⚭ Jean de Brienne, Graf von Eu, † 1294 (Haus Brienne)

  3. Gaucher IV., † 1261, Herr von Châtillon, Crécy, Crèvecœur, Troissy und Marigny
    1. Gaucher V., * wohl 1249, † 1329, Herr von Châtillon, Crécy, Troissy, Marigny, Pontarcy etc., Connétable von Frankreich; – Nachkommen siehe unten
    2. Gui de Châtillon, † vor 1286
    3. Marie de Châtillon, † nach 1296; ⚭ Milon IX. von Noyers, † 1291, die Eltern von Milon X. de Noyers

  4. Hugues II., † 1255

### Die Grafen von Porcéan
1. Gaucher V., * wohl 1249, † 1329, Herr von Châtillon, Crécy, Troissy, Marigny, Pontarcy etc., ab 1303 Graf von Porcéan, Connétable von Frankreich; – Vorfahren siehe oben
  1. Gaucher II., † 25. August 1325 Graf von Porcéan, Herr von Le Tour; ⚭ 1305 Marguerite de Dampierre, † 1316, Erbin von Dampierre (Haus Dampierre)
    1. Gaucher III., † 1342, Graf von Porcéan, Herr von Le Tour, Nevele, Prély etc.
      1. Jean I., Graf von Porcéan, Herr von Le Tour und Nevele
      2. Gaucher, † nach 1401, Abt von Saint-Maur-des-Fossés
        1. Jean II., † nach 1435, Graf von Porcéan, Herr von Le Tour und Nevele

    2. Jean I., † 1359, Herr von Dampierre und Sompuis; ⚭ 1325 Marie de Rollancourt, Erbin von Rollancourt
      1. Gaucher, starb jung
      2. Jean II., † ca. 1363, Herr von Dampierre und Sompuis
      3. Hugues, † 1389, Herr von Dampierre, Sompuis und Rollancourt, Großmeister der Armbrustschützen von Frankreich; ⚭ Agnes de Séchelles
        1. Jacques I., X 1415 bei Azincourt, Herr von Dampierre, Sompuis und Rollancourt, Admiral von Frankreich; ⚭ Jeanne de la Rivière, Tochter von Bureau de la Rivière und der Marguerite d’Auneau
          1. Jacques II., † 1446/47, Herr von Dampierre, Sompuis und Rollancourt; ⚭ Jeanne Flote de Revel
          2. Waleran, † 13. Oktober 1473, Herr von Dampierre, Sompuis und Rollancourt; ⚭ Jeanne de Saveuse
            1. Marguerite, † um 1500, Herrin von Dampierre, Sompuis und Rollancourt; ⚭ Philippe de Lannoy, Herr von Willerval
            2. Barbe, Herrin von Beauval; ⚭ Jean de Soissons, Herr von Moreuil

          3. Isabeau; ⚭ Jean IV. de Courtenay, Herr von Champignelles (Haus Frankreich-Courtenay)
          4. weitere Kinder

      4. Marguerite, ⚭ Jean III. Tyrell, Herr von Poix und Mareuil

  2. Jean I., † 1363, Herr von Châtillon, Gandelu, Troissy, Marigny etc., Großmeister von Frankreich – Nachkommen siehe unten
  3. Hugues I., † August 1336, Herr von Rozoy-sur-Serre, Pontarcy, Clacy, Vidame de Laonnois; ⚭ Marie de Clacy
    1. Gaucher, Seigneur de Rozoy-sur-Serre, Pontarcy, Clacy, Vidame de Laonnois; ⚭ Marie de Coucy (Haus Gent)
      1. Marie, Dame de Clacy, Vidamesse de Laonnois; ⚭ Jean I. de Craon, Seigneur de Domart-en-Ponthieu, † 1409 (Haus Craon)
      2. Jeanne, Dame de Rozoy; ⚭ Pierre de Craon, † 1407/10 (Haus Craon)

    2. Marie, † 1396; ⚭ Simon de Roucy, Comte de Braine, † 1392 (Haus Pierrepont)

  4. Guy, † 1362, Herr von Fère-en-Tardenois, Fay, Saint-Lambert, Guzigny etc.; ⚭ Maria von Lothringen, Tochter von Theobald II., Herzog von Lothringen
    1. Gaucher, Herr von Fère-en-Tardenois und Fay, Vizegraf von Blaigny; ⚭ ?
      1. Marie, † 1394, Vizegräfin von Blaigny; 1383 ⚭ Heinrich II. von Montfaucon, Erbgraf von Mömpelgard, X 28. September 1396 bei Nikopolis (Haus Montfaucon)
      2. Jeanne, † nach 1395, Herrin von Guistelles und Saint-Lambert; ⚭ Johann VI. von Gistel

    2. Marie; ⚭ Jean de Lorriz, Herr von Ermenonville und Beaurain, Vizegraf von Montreuil

  5. Jeanne, † 16. Januar 1354; ⚭ Gauthier V. de Brienne Graf von Brienne, Herzog von Athen, † 1311 (Haus Brienne)

### Die Seigneurs de Châtillon
1. Jean I. de Châtillon, † 1363, Seigneur de Châtillon, de Gandelu, de Dours, de Saint-Hillier, de Troissy, de Marigny ect., Grand maître de France; 1. ⚭ Alienor de Roye, Dame de la Ferté-en-Ponthieu et de Dury (Haus Roye); 2 ⚭ Isabeau de Montmorency (Haus Montmorency); 3. ⚭ Jeanne de Sancerre – Vorfahren siehe oben
  1. (I) Gaucher VI. de Châtillon, † 1377, Seigneur de Châtillon, de la Ferté-en-Ponthieu ect.; 1. ⚭ Jeanne I. de Coucy, vicomtesse de Meaux; 2. ⚭ Alemande Flote de Revel
    1. (II) Jean II. de Châtillon, † 1416, Seigneur de Châtillon, de la Ferté-en-Ponthieu, d’Argenton ect.
    2. (II) Gaucher VII. de Châtillon, † 1413, Seigneur de Troissy et Marigny, 1407 Seigneur de Châtillon; ⚭ Marie Cassniel
      1. Charles I. de Châtillon, X 1415 bei Azincourt, Seigneur de Sourvilliers et de Marigny; ⚭ Marie des Essars, Tochter von Julien des Essars, Seigneur de Bouville et de Farcheville und Erbin ihres Bruders Jean III. des Essars – Nachfahren siehe unten
      2. Guillaume de Châtillon, † 1440, Seigneur de Châtillon et de la Ferté-en-Pontheiu; ⚭ Alienor de Montigny
        1. Jacques de Châtillon
        2. Jean de Châtillon
        3. Arthur de Châtillon

      3. Jean III. de Châtillon, † 1443, Seigneur de Troissy, Châtillon et de la Ferté-en-Pontheiu; 1. ⚭ Beatrix de Nantouillet; 2. ⚭ Blanche de Gamaches
        1. (II) Arthur de Châtillon, † vor 1470, Seigneur de Châtillon, de la Ferté-en-Ponthieu et de Troissy; ⚭ Jeanne de Banquetin
        2. (II) Leonor de Châtillon
        3. (II) Marguerite de Châtillon, † 1519, Dame de Châtillon, de la Ferté-en-Ponthieu et de Troissy ect.; ⚭ Pierre de Roncherolles, Seigneur de Hugueville, de Maineville ect.
        4. (II) Catherine de Châtillon

      4. Marie de Châtillon; ⚭ Jean III. des Essars, Seigneur de Bouville et de Farcheville
      5. Jeanne de Châtillon; ⚭ Pierre de Montboissier

    3. (II) Marie de Châtillon
    4. (unehelich) Oudart, Bastard de Châtillon

  2. (I) Jean II. de Châtillon, † 1373, Seigneur de Gandelus et de Dury
    1. Jacqueline de Châtillon, † 1393, Dame de Gandelu et de Dury; ⚭ Jean de la Bove, Seigneur de la Bove, de Montchablon ect.

  3. (I) Gaucher de Châtillon, Seigneur de Dours et de Saint-Hillier; ⚭ N.N. de Pacy, Tochter von Philippe de Pacy
    1. Jean de Châtillon, † 1397, Seigneur de Dours, de Saint-Hillier et de Souain; ⚭ Beatrix de Châteauvillain (Maison de Broyes)
      1. Charles de Châtillon, Seigneur de Saint-Hillier; ⚭ Louise de Mirebel
      2. Jacqueline de Châtillon
      3. Beatrix de Châtillon
      4. Marie de Châtillon; ⚭ Jean de Roye, Seigneur de Cangy et de Millancourt (Haus Roye)

    2. Gaucher de Châtillon, Seigneur de Buisson
    3. Robert I. de Châtillon, X 1415 bei Azincourt, Seigneur de Douy et de Souain; ⚭ Marie de Pacy, Dame de Bry-sur-Marne
      1. Robert II. de Châtillon, † 1446, Seigneur de Douy et de Bry-sur-Marne

    4. Philippe de Châtillon, Abt von Saint-Cornille de Compiegne
    5. Louis de Châtillon, Abt von Saint-Maur des Fossez
    6. Hugues de Châtillon, Abt von Saint-Jean de Laon
    7. Beatrix de Châtillon; 1. ⚭ Jean de Boulainvilliers; 2. ⚭ Colard de Tanques, Knappe König Karls VI.
    8. Isabeau de Châtillon, Äbtissin von Notre-Dame de Soissons
    9. Marie de Châtillon, Nonne in Notre-Dame de Soissons

  4. (I) Hugues de Châtillon, Seigneur de Marigny
  5. (I) Jeanne de Châtillon; ⚭ Gilles de Rodemach
  6. (I) Isabeau de Châtillon; ⚭ Guy II. de Laval, Seigneur d’Attichy (Haus Montmorency)
  7. (I) Hugues de Châtillon, Seigneur de Germains
  8. (II) Charles de Châtillon, Seigneur de Souain; ⚭ Jeanne de Coucy (Haus Gent-Guînes), Tochter von Enguerrand VI. de Coucy und der Catherine d’Autriche
    1. Isabeau de Châtillon
    2. Jeanne de Châtillon; ⚭ Pierre II. de Villiers, Seigneur de l’Isle-Adam

  9. (II) Jean de Châtillon, † vor 1386, Seigneur de Bonnevil-sur-Marne et Loisy-sur-Marne; ⚭ Isabeau de Trie
    1. Charles de Châtillon, Seigneur de Bonnevil-sur-Marne; ⚭ Jeanne de Saint-Gobert
      1. Jean de Châtillon, Seigneur de Bonnevil-sur-Marne
      2. Guillaume de Châtillon, Geistlicher in Rouen

    2. Guillaume de Châtillon, Geistlicher
    3. Marie de Châtillon, Dame de Loisy-sur-Marne; ⚭ Pierre le Bouteiller, Seigneur de Banne, Pringy ect.

  10. (II) Isabeau de Châtillon, 1. ⚭ Oger IV. de Anglure; 2. ⚭ Simon IV. de Saarebruck, † ~1357, Seigneur de Commercy (Maison de Broyes)
  11. (III) Jacqueline de Châtillon; ⚭ Pierre d’Aumont (Haus Aumont)

### Die letzten Generationen
1. Charles I. de Châtillon, X 1415 bei Azincourt, Seigneur de Sourvilliers et de Marigny; ⚭ Marie des Essars, Tochter von Julien des Essars, Seigneur de Bouville et de Farcheville und Erbin ihres Bruders Jean III. des Essars – Vorfahren siehe oben
  1. Charles II. de Châtillon, † 1480, Chevalier, Seigneur de Sourvilliers, Marigny, de Farcheville ect.; ⚭ Catherine Chabot, Tochter von Thibaud Chabot, seigneur de La Greve, de Moncontor, de Chantemerle ect., und der Brunissend d’Argenton
    1. Jean de Châtillon, † Juli 1520, Chevalier, Baron de Bouville, de Farcheville, de La Greve et de Moncontour; ⚭ Jeanne de Rochechouart
      1. Tristan de Châtillon, † 1528, Chevalier, Baron d’Argenton, de Moncontour et de La Greve; ⚭ Jeanne du Belley
      2. Claude I. de Châtillon, † 1564, Chevalier, Baron de Bouville, Farcheville, d’Argenton, de Moncontour et de La Greve; ⚭ Gabrielle de Sanzay
        1. Claude II. de Châtillon, † 1589, 1580 Chevalier de l’Ordre du Roy, Baron d’Argenton, de Bouville, de Farcheville, de La Rembaudiere, de Chantemerle, du Bois-Rogues ect.; ⚭ Renee Sanglier, Dame du Bois-Rogues ect.
          1. Gilbert de Châtillon
          2. Charles III. de Châtillon, † 1604, Seigneur d’Argenton, de Bouville et de Farcheville
          3. Gilles de Châtillon, * 1574, Chevalier, gentilhomme ordinaire de la Chambre du Roy, Baron d’Argenton, de Bouville, de Farcheville, de La Rembaudiere, de Chantemerle, du Bois-Rogues ect.; ⚭ Marie de Vivonne
            1. André de Châtillon, † 1666, Marquis d’Argenton
              1. Urbain-Charles de Châtillon, † 1667, marquis d’Argenton

            2. François de Châtillon, † 1662, Seigneur du Bois-Rogues; ⚭ Magdeleine Françoise Honoré
              1. Claude Elzéar de Châtillon, † 1720, Comte de Châtillon; ⚭ Anne Thèrese Moret
                1. Philippe Gaucher de Châtillon, † 1703, Baron d’Argenton
                2. Alexis Madeleine Rosalie de Châtillon, * 24. September 1690, † 15. Februar 1754, Comte de Châtillon, 1736 1. duc-pair de Châtillon, 1731 chevalier de l’Ordre du Saint-Esprit; ⚭ Carlotte Vautrude Voysin
                  1. Charlotte Rosalie de Châtillon, † 1753; ⚭ 1735 Louis Marie Bretagne de Rohan-Chabot, duc de Rohan, † 1791
                  2. Louis Gaucher de Châtillon, † 1762, 2. duc-pair de Châtillon; ⚭ 1756 Adrienne Emilie Félicité de La Baume
                    1. Amable-Émilie de Châtillon, † 1840; ⚭ 1777 Marie François Emmanuel de Crussol, duc d’Uzès, † 1843 (Haus Crussol)
                    2. Louise Emmanuelle de Châtillon, * 1763, † 1814 in Sankt Petersburg; ⚭ 1781 Jean Bretagne Charles de La Trémoille, duc de la Trémoille, † 1839 (Haus La Trémoille)

              2. François Urbain de Châtillon, starb jung
              3. Alexis Henri de Châtillon, † 17. März 1737, Seigneur de Chantemerle, 1685 Marquis de Châtillon, premier gentilhomme de la chambre de Philippe de France, duc d’Orléans; ⚭ Marie Rosalie de Brouilli
                1. Olympe de Châtillon, Äbtissin von Saint-Loup zu Orléans
                2. Pulcherie de Châtillon; ⚭ Jean François Boivin, marquis de Baqueville
                3. Marie Rosalie de Châtillon; ⚭ Louis Vincent, marquis de Goësbriant

            3. Louise de Châtillon
            4. Elisabeth de Châtillon

          4. Claude de Châtillon; ⚭ Charles Tiercelin d’Appelvoisin, Seigneur de la Roche-du-Manye
          5. Louise de Châtillon; 1. ⚭ Charles d’Apchon, Chevalier de l’Ordre du Roy, Seigneur de Apchon, premier Baron de la haute Auvergne; 2. ⚭ Gislebert du Puy-du-Fou, Chevalier de l’Ordre du Roy, Seigneur de Combronde
          6. Phileberte de Châtillon; 1. ⚭ Robert de Rauemel, Chevalier de l’Ordre du Roy, Seigneur de Sablonnieres-en-Brie; 2. ⚭ Henri de Gournay, Seigneur de Marcheville
          7. Marie de Châtillon; ⚭ Charles de Menton, Baron de Montrotier, Seigneur de Pontvoyre ect.

        2. Jean de Châtillon

      3. François de Châtillon, Geistlicher in Cluny, Abt von Souvigny und Larnay
      4. Christophe de Châtillon

    2. Antoine de Châtillon, Chevalier, Seigneur de Varennes
    3. Jacques de Châtillon, Seigneur de Marigny
    4. Marie de Châtillon; ⚭ Philippe de Campremy
    5. Louis de Châtillon
    6. Aimery de Châtillon, Chevalier
    7. (unehelich) Jean, Bastard de Châtillon

  2. Marie de Châtillon; ⚭ Jean d’Isque